# Thamrin Nine
Thamrin Nine ist ein gemischt genutzter Gebäudekomplex in Jakarta, der größten Stadt in Indonesien. Er erstreckt sich über eine Fläche von etwa 570.000 Quadratmetern und umfasst Büro-, Einzelhandels-, Wohn-, Hotel-, Sport- und Unterhaltungseinrichtungen. Das Herzstück des Komplexes, der Autograph Tower, ist mit einer Höhe von 382,9 Metern das höchste Gebäude der Südhalbkugel. Der benachbarte Luminary Tower hat eine Höhe von 301,2 Metern. Der Komplex verbindet drei sehr hohe Gebäude (von denen zwei fertiggestellt sind) mit einem Podium für Einzelhandelsgeschäfte, das sie verbindet, sowie einen Apartmentkomplex. 
Der Bauträger des Komplexes ist PT Putragaya Wahana (PGW), der auch das benachbarte UOB Plaza errichtete. Die Türme wurden von Kohn Pedersen Fox Associates entworfen, während der Apartmentkomplex von Wimberly Allison Tong & Goo entworfen wurde.

## Bestandteile

### Autograph Tower
Der Bau des ersten Turms, der den Namen Autograph Tower (Thamrin Nine Tower 1) trägt, wurde 2014 begonnen und im Oktober 2020 abgeschlossen. Mit 382,9 Metern ist er das höchste Gebäude in Indonesien, ein Rekord, der zuvor vom Gama Tower gehalten wurde, und das höchste Bauwerk der südlichen Hemisphäre, es übertrifft den Sky Tower in Neuseeland. Der Turm, der durch ein Einkaufszentrum namens Agora mit dem Luminary Tower verbunden ist, hat 75 Stockwerke über und 6 Stockwerke unter der Erde. Auf den Etagen 56–58 befindet sich eine dreistöckige Aussichtsplattform und ein Sky-Garden-Bereich. In den unteren und mittleren Etagen des Turms befinden sich Büros, während die oberen Etagen für ein Hotel der Marke Waldorf Astoria vorgesehen sind.

### Luminary Tower
Der zweite Turm, der Luminary Tower (Thamrin Nine Tower 2), hat 62 Stockwerke und ist 301 Meter hoch. Wie beim Autograph Tower werden die unteren und mittleren Stockwerke für Büros genutzt, während in den oberen Stockwerken zwei Hotels untergebracht sind, die von Pan Pacific Hotels and Resorts betrieben werden. Der Bau begann im Jahr 2016 und endete 2023. Das 2024 eröffnete Pan Pacific Jakarta ist derzeit das höchste Hotel in Indonesien und übertrifft damit den bisherigen Rekordhalter The Westin Jakarta im Gama Tower.

### Le Parc
Im Thamrin Nine befindet sich auf der Westseite der Wolkenkratzer ein luxuriöser Apartmentkomplex namens Le Parc. Der Komplex besteht aus 114 Einheiten mit einer Fläche zwischen 193 und 1693 m².

### Dritter Wolkenkratzer
2021 kündigte der Entwickler PGW den Bau eines dritten Wolkenkratzers an. Mit Stand 2024 wurde mit dem Bau noch nicht begonnen.